# جاكلين هيلز
جاكلين هيلز (بالإنجليزية: Jaclyn Hales)‏ هي كاتِبة وممثلة أمريكية، ولدت في 4 سبتمبر 1986 في الولايات المتحدة.

## وصلات خارجية
- جاكلين هيلز على موقع IMDb (الإنجليزية)
- جاكلين هيلز على موقع قاعدة بيانات الأفلام العربية
- جاكلين هيلز على موقع ألو سيني (الفرنسية)
- جاكلين هيلز على موقع أول موفي (الإنجليزية)
- جاكلين هيلز على موقع قاعدة بيانات الفيلم (الإنجليزية)
- جاكلين هيلز على موقع كينوبويسك (الروسية)